# Вайдхофен-ан-дер-Тайя-Ланд
Вайдхофен-ан-дер-Тайя-Ланд (нем. Waidhofen an der Thaya-Land) — коммуна (нем. Gemeinde) в Австрии, в федеральной земле Нижняя Австрия. 
Входит в состав округа Вайдхофен.  Население составляет 1165 человек (на 31 декабря 2005 года). Занимает площадь 32,44 км². Официальный код  —  32221.

## Политическая ситуация
Бургомистр коммуны — Йохан Рамхартер (АНП) по результатам выборов 2005 года.
Совет представителей коммуны (нем. Gemeinderat) состоит из 19 мест.
- АНП занимает 13 мест.
- СДПА занимает 3 места.
- Партия UBL занимает 2 места.
- АПС занимает 1 место.